# 阿迪
阿迪·伯納德斯·維拉納塔（1970年2月10日—），簡稱阿迪，出生於印尼雅加達，印尼退役男子羽毛球運動員，他曾多次榮獲世界大賽中的冠軍。是繼梁海量、林水鏡、伊薩克·蘇吉亞托之後的第4代國寶。

## 少年時期
阿迪，出生於印尼一個羽毛球世家，父親是印尼羽毛球協會副主席，小時候就喜好打羽毛球，但天生個子矮小的阿迪只能在家中院內羽毛球場邊為打球的家人撿球，逐漸家人發現，他的羽球天賦，在9歲那年他正式加人當地一個羽毛球俱樂部開始了正規的訓練，一直以前印尼國手劉邦高為模仿對象和學習林水鏡的技術型打法，14歲時即奪印尼全國少年單打冠軍，17歲時又代表印尼出征世界青少年羽球錦標賽，一舉登上冠軍寶座。

## 比賽經歷
1986年受聘於印尼國家隊的中國籍主教練湯仙虎的培養下，阿迪球技更精進了，他在1989年參加的中國羽毛球公開賽中戰勝了中國羽毛球名將熊國寶獲得冠軍。同年在印尼雅加達的世界羽毛球錦標賽輸給了中國羽毛球運動員楊陽榮獲男單第2名，1992年1月在中華台北羽球公開賽中戰勝隊友蔡祥林榮獲男單冠軍。6天之後在日本羽毛球公開賽上，又戰勝中國名將趙劍華榮獲男單冠軍。
他最高成就是在1992年7月在西班牙巴塞隆納第二十五屆夏季奧林匹克運動會羽毛球比賽上，阿迪榮獲男單第2名，戰勝他的選手是印尼最有名的魏仁芳。1991年羽毛球世界盃上，獲男單冠軍，1991年的全英羽毛球公開賽上，榮獲男單打冠軍。後來他於1993年再次打入過中國羽毛球公開賽決賽後，但最後輸給印尼後起之秀佐戈僅獲亞軍。1994年，他在世界羽毛球大奬賽總決賽奪得男單冠軍。阿迪打球，手腕靈活，步法穩健，打出的球神出鬼沒。球路刁鑽，令人難以琢磨。

## 退役後
1998年在全英公開賽期間的一次機會，令阿迪到了美國，這是他一生中的重大變化，他想闖出名堂，但卻說服不了妻子也到美國去，現在夫妻兩人是天南地北的各處一方，而阿迪到了美國後就全心全意做他的教練工作，並且牽引印尼隊退役名將哈里姆與吳俊明來美國執教。

## 歷年國際賽冠軍榮譽
阿迪在國際賽中總共榮獲24面金牌，如下所示（依時間排序）：
| #  | 時間          | 主辦國 | 比賽名稱             | 名次 |
| -- | ------------- | ------ | -------------------- | ---- |
| 1  | 1989年9月17日 |        | 中國羽毛球公開賽     | 冠軍 |
| 2  | 1990年6月16日 |        | 澳大利亚羽毛球公開賽 | 冠軍 |
| 3  | 1990年7月22日 |        | 印尼羽毛球公開賽     | 冠軍 |
| 4  | 1991年12月5日 |        | 東南亞運動會         | 冠軍 |
| 5  | 1991年1月20日 |        | 日本羽毛球公開賽     | 冠軍 |
| 6  | 1991年3月10日 |        | 瑞典羽毛球公開賽     | 冠軍 |
| 7  | 1991年3月17日 |        | 全英羽毛球公開賽     | 冠軍 |
| 8  | 1991年7月14日 |        | 印尼羽毛球公開賽     | 冠軍 |
| 9  | 1992年1月13日 |        | 中華台北羽毛球精英賽 | 冠軍 |
| 10 | 1992年1月19日 |        | 日本羽毛球公開賽     | 冠軍 |
| 11 | 1992年9月20日 |        | 印尼羽毛球公開賽     | 冠軍 |
| 12 | 1993年7月17日 |        | 馬來西亞羽毛球公開賽 | 冠軍 |
| 13 | 1993年9月5日  |        | 漢堡市杯             | 冠軍 |
| 14 | 1994年1月23日 |        | 日本羽毛球公開賽     | 冠軍 |
| 15 | 1994年1月30日 |        | 韓國羽毛球公開賽     | 冠軍 |
| 16 | 1994年7月17日 |        | 新加坡羽毛球公開賽   | 冠軍 |
| 17 | 1994年8月8日  |        | 印尼羽毛球公開賽     | 冠軍 |
| 18 | 1995年7月16日 |        | 印尼羽毛球公開賽     | 冠軍 |
| 19 | 1997年3月9日  |        | 瑞典羽毛球公開賽     | 冠軍 |
| 20 | 1997年7月20日 |        | 印尼羽毛球公開賽     | 冠軍 |
| 21 | 1998年12月5日 |        | 墨西哥國際邀請賽     | 冠軍 |
| 22 | 1999年12月5日 |        | 墨西哥國際邀請賽     | 冠軍 |
| 23 | 1999年4月18日 |        | 秘魯國際邀請賽       | 冠軍 |
| 24 | 2000年9月9日  |        | 美國羽毛球公開賽     | 冠軍 |

## 外部連結
- BWF羽毛球世界聯合會阿迪的個人資料
- Profil di KONI Website （页面存档备份，存于）
- Profil Ardy Bernardus Wiranata - merdeka.com （页面存档备份，存于） （印尼文）